# Fallopia cynanchoides
Fallopia cynanchoides là một loài thực vật có hoa trong họ Rau răm. Loài này được (Hemsl.) Haraldson mô tả khoa học đầu tiên năm 1978.